# Puchar Świata w narciarstwie alpejskim 1967/1968
Sezon 1967/1968 Pucharu Świata w narciarstwie alpejskim rozpoczął się 4 stycznia 1968 w niemieckim Bad Hindelang, a zakończył 7 kwietnia 1968 w amerykańskim Heavenly Valley. Rozegrano 23 konkurencje dla kobiet (6 zjazdów, 7 slalomów gigantów i 10 slalomów specjalnych) i 20 konkurencji dla mężczyzn (5 zjazdów, 7 slalomów gigantów i 8 slalomów specjalnych).
Puchar Narodów (łącznie) zdobyła reprezentacja Francji, wyprzedzając Austrię i Szwajcarię.

## Puchar Świata w narciarstwie alpejskim kobiet
Wśród kobiet najlepszą zawodniczką okazała się Kanadyjka Nancy Greene, która zdobyła 191 punktów, wyprzedzając Francuzki Isabelle Mir oraz Florence Steurer.
W poszczególnych klasyfikacjach tryumfowały:
- Isabelle Mir i  Olga Pall – zjazd
- Marielle Goitschel – slalom
- Nancy Greene – slalom gigant

## Puchar Świata w narciarstwie alpejskim mężczyzn
Wśród mężczyzn najlepszym zawodnikiem okazał się Francuz Jean-Claude Killy, który zdobył 200 punktów, wyprzedzając Dumenga Giovanoliego ze Szwajcarii oraz Austriaka Herberta Hubera.
W poszczególnych klasyfikacjach tryumfowali:
- Gerhard Nenning – zjazd
- Dumeng Giovanoli – slalom
- Jean-Claude Killy – slalom gigant

## Puchar Narodów (kobiety + mężczyźni)
- 1.  Francja – 1340 pkt
- 2.  Austria – 1005 pkt
- 3.  Szwajcaria – 558 pkt
- 4.  Stany Zjednoczone – 504 pkt
- 5.  Kanada – 272 pkt